# Умар Сілла
Ума́р Сілла́ (фр. Oumar Sylla, нар. 11 вересня 1988 — пом. 26 січня 2015, Париж, Франція) — сенегальський футболіст з французьким паспортом, півзахисник люксембурзького клубу «Ф91 Дюделанж».

## Життєпис
Після кількох сезонів виступів у французьких аматорських клубах, Умар Сілла переїхав до Люксембургу, де приєднався до одного з лідерів місцевого футболу «Ф91 Дюделанж». У дебютному сезоні разом з партнерами йому вдалося завоювати «золото» Національного дивізіону та стати фіналістами Кубка Люксембургу.
У червні 2014 року Сілла брав участь у обох кваліфікаційних матчах Ліги чемпіонів проти болгарського «Лудогорця». Вже після першого поєдинку в Болгарії він поскаржився представникам медичної служби клуба на те, що втрачає вагу. Згодом йому було поставлено діагноз «рак печінки». Футболіст проходив терапію у Нансі та Парижі, однак результатів вона не дала і 26 січня він помер.

## Статистика виступів
Статистичні дані виступів у професійних клубах наведено станом на 26 січня 2015 року
| Сезон                  | Команда                | Чемпіонат              | Чемпіонат | Чемпіонат | Кубок | Кубок | Кубок | Єврокубки | Єврокубки | Єврокубки | Інші кубки | Інші кубки | Інші кубки | Всього | Всього |
| Сезон                  | Команда                | Змаг.                  | Матчі     | Голи      | Змаг. | Матчі | Голи  | Змаг.     | Матчі     | Голи      | Змаг.      | Матчі      | Голи       | Матчі  | Голи   |
| ---------------------- | ---------------------- | ---------------------- | --------- | --------- | ----- | ----- | ----- | --------- | --------- | --------- | ---------- | ---------- | ---------- | ------ | ------ |
| 2010—2011              | «Раон-л'Етап»          | АЧФ                    | —         | —         | КФ    | 3     | 1     | —         | —         | —         | —          | —          | —          | 3      | 1      |
| Всього в «Раон-л'Етап» | Всього в «Раон-л'Етап» | Всього в «Раон-л'Етап» | 0         | 0         |       | 3     | 1     |           | 0         | 0         |            | 0          | 0          | 3      | 1      |
| 2011—2012              | «Амневіль»             | АЧФ                    | —         | —         | КФ    | 1     | 0     | —         | —         | —         | —          | —          | —          | 1      | 0      |
| 2012—2013              | «Амневіль»             | АЧФ                    | —         | —         | КФ    | 2     | 0     | —         | —         | —         | —          | —          | —          | 2      | 0      |
| Всього в «Амневілі»    | Всього в «Амневілі»    | Всього в «Амневілі»    | 0         | 0         |       | 3     | 0     |           | 0         | 0         |            | 0          | 0          | 3      | 0      |
| 2013—2014              | «Ф91 Дюделанж»         | НД                     | 14        | 2         | КЛ    | 2     | 0     | —         | —         | —         | —          | —          | —          | 16     | 2      |
| 2014—2015              | «Ф91 Дюделанж»         | НД                     | 1         | 0         | КЛ    | 0     | 0     | ЛЧ        | 2         | 0         | —          | —          | —          | 3      | 0      |
| Всього в «Дюделанжі»   | Всього в «Дюделанжі»   | Всього в «Дюделанжі»   | 15        | 2         |       | 2     | 0     |           | 2         | 0         |            | 0          | 0          | 19     | 2      |
| Всього за кар'єру      | Всього за кар'єру      | Всього за кар'єру      | 15        | 2         |       | 8     | 1     |           | 2         | 0         |            | 0          | 0          | 25     | 3      |

## Досягнення
- Чемпіон Люксембургу (1): 2013/14
- Фіналіст Кубка Люксембургу (1): 2013/14